# منصة تابي
منصة «تبي»، هي منصة TRT الرقمية الدولية المحلية للفيديو عند الطلب (VOD). تم إطلاقها في 2 مايو 2023.
بدأت المنصة ببث 5 خيارات لغوية مختلفة.

## محتوى منصة «تبي»
- 2023-: التفاح الأحمر: قصة الفتح
- الباب
- الرومي
- الكسر
- الألفية
- دايتون
- حديثة
- غامق
- الشبكة
- الفتح
- للأفراح
- جامعة
- إندبندنتا
- يكفي
- رمضان
- سينا
- سلطان
- مساعد
- عاكف